# James Graham (sexolog)

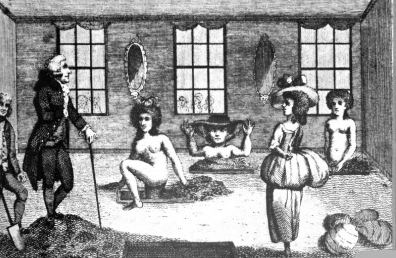
James Graham och hans "jordbadsbehandling".

James Graham, född 23 juni 1745 i Edinburgh, död där 23 juni 1794, var en skotsk pionjär inom elektroterapi och sexologi. Han har gått till historien som kvacksalvare och hans spektakulära marknadsföring gjorde att han satiriserades redan under sin samtid. Trots det var hans åsikter och teorier inte särskilt avvikande under andra hälften 1700-talet.
James Graham växte upp i Edinburgh, där hans far var sadelmakare, och James Graham studerade medicin på Edinburghs universitet. Han tog aldrig ut någon examen men var apotekare i Doncaster i England, där han också gifte sig. Att vara apotekare hade på 1700-talet i England en bredare betydelse och de praktiserade även medicin.
År 1770 reste han till Amerika och reste runt i kolonierna och opererade ögon, som så kallad okulist, och öron. Han utförde bland annat ögonlinsoperationer och satte in ögonproteser. Han öppnade praktik i Philadelphia där han kom i kontakt med elektroterapi genom vetenskapsmannen Ebenezer Kinnersley. Han lämnade Amerika innan revolutionen brutit ut och återvände till England och reste runt i Europa. Efter resorna slog han sig åter ner i Bath där han öppnade en praktik med bland annat eter-, elektro-, magnetism- och ångterapi. Här fick han sin första kändispatient, historikern Catharine Macaulay, som senare gifte sig med James Grahams yngre bror. Giftermålet ställde till skandal eftersom han var mycket yngre, hon var 47 och han 21, och bidrog till att hennes arbete förminskades.
På 1780-talet skapade och drev han flera "Temple of Health" där hans metoder förevisades på ett spektakulärt sätt, med kvinnliga modeller utklädda till grekiska gudinnor och manliga storvuxna medhjälpare som namngavs efter mytologiska jättar. Senare ryktades i England att lord Nelsons älskarinna, Emma Hamilton, hade varit en av modellerna. Han introducerade "The Celestial Bed", ungefär "Den himmelska sängen", som skulle öka sexlust och fertilitet med elektrisk ström, magnetism, ljudspel samt eteriska oljor och gaser. Sängen kunde hyras per natt av gifta par. Temple of Health var populärt men hånades också i sin samtid och James Graham sågs som en charlatan och posör som parodierades i revyer. Affärerna gick sämre och han flyttade till andra lokaler för att minska utgifterna. Till slut försökte han flytta verksamheten utanför London, men stoppades för att städerna uppfattade verksamheten som oanständig.
James Graham, som var vegetarian, förordade renlevnad och motsatte sig onani och prostitution. Han blev mer religiös på slutet av sin levnad och satt stundtals inspärrad i sitt hem för "galenskap". Han dog plötsligt i sitt hem.